# Trdnjava svetega Elma
Trdnjava svetega Elma (malteško Forti Sant'Iermu) je zvezdasta trdnjava v Valletti na Malti. Stoji na skrajnem rtu polotoka Sciberras, ki ločuje pristanišče Marsamxett od Velikega pristanišča in skupaj s trdnjavama Tigné in Ricasoli nadzira vhoda v obe pristanišči. Najbolj znana je po svoji ključni vlogi med velikem obleganju Malte leta 1565.

## Zgodovina

### Ozadje in gradnja
Do leta 1417 je lokalna milica že zgradila stalno stražarnico na konici polotoka Sciberras. Leta 1488 so Aragonci na Rtu svetega Elma zgradili stražni stolp, posvečen Erazmu Formijskemu, bolj znanemu kot sveti Elmo. Leta 1533 je Malteški viteški red okrepil stolp, pomemben zaradi njegove strateške lege. Leta 1551 je prišlo do osmanske invazije na Malto, v kateri je osmanska flota brez odpora vplula v pristanišče Marsamxett. Malteški red se je zato odločil, da bo okrepil obrambo. Leta 1552 so stražni stolp porušili in na njegovem mestu začeli graditi novo zvezdasto utrdbo. Načrte je zasnoval španski inženir Pietro Pardo. Zgrajeni so bili kavalir, pokrita pot in klešče (nazid v glavnem jarku utrdbe, pred kurtino, med dvema bastijonoma), revelin pa je bil na hitro zgrajen nekaj mesecev pred obleganjem leta 1565.

### Veliko obleganje (1565)
Leta 1565 je Osmansko cesarstvo znova napadlo Malto z veliko večjo vojsko kot leta 1551. Napad je znan kot veliko obleganje Malte. Trdnjava svetega Elma je bila prizorišče nekaj najintenzivnejših spopadov med obleganjem in vzdržala močno obstreljevanje topništva, nameščenega na vrhu polotoka Sciberras, kjer je zdaj trdnjava Tigné. Prvo posadko utrdbe je sestavljalo približno sto petdeset vitezov in šeststo vojakov, od katerih je bila večina Špancev, ter šestdeset oboroženih sužnjev z galej. Garnizijo je bilo mogoče okrepiti le s čolni iz utrdb v Birguju in Senglei na vzhodni obali Velikega pristanišča.
Med obstreljevanjem utrdbe je enega od topov razneslo. V eksploziji je bil topničar ubit, smrtno ranjena pa nek korzar in osmanski admiral Dragut, eden od najsposobnejših osmanskih poveljnikov. Utrdba je zdržala 28 dni obleganja in se 23. junija 1565 vdala. Nobeden od branilcev vitezov ni preživel. Preživelo je le devet malteških branilcev, ki jim je uspelo preplavati zaliv do trdnjave svetega Angela. Dolgotrajno obleganje trdnjave svetega Elma je vzelo Osmanom prepotreben čas za obleganje drugih dveh trdnjav, medtem pa so pripluje tudi okrepitve iz Španije.

### Rekonstrukcije in dograditve
Po obleganju se je veliki mojster reda malteških vitezov Jean Parisot de la Valette odločil zgraditi novo mesto na polotoku Sciberras. Gradnja se je začela leta 1566. Načrte za nove utrdbe je naredil Francesco Laparelli, ki ga je poslal papež. Uničena trdnjava svetega Elma je bila obnovljena in vključena v mestno obzidje.
Trdnjava svetega Elma je bila v 17. stoletju večkrat predelana. Leta 1614 je bil zgrajen bastijon Vendôme, leta 1687 pa je bila na obali okoli cele trdnjave zgrajena Carafa Enceinte. V poznem 17. stoletju je bila utrdba neposredno povezana s kavalirjem. Del obrambnega jarka je bil zasut, pri čemer je bilo zasutega tudi nekaj prvotnega obzidja. V 18. stoletju je bila na bastijonu Vendôme zgrajena nova polverista (skladišče smodnika). Na prostoru med glavno utrdbo in Carafo Enceinte so bile zgrajene trgovine, znane kot Pintova skladišča, ki so skupaj z okolico tvorile tisto, kar se zdaj imenuje Spodnji sveti Elmo.
8. septembra 1775 je trdnjavo svetega Elma in kavalir sv. Jakoba zavzelo trinajst uporniških duhovnikov v dogodku, ki je postal znan kot upor duhovnikov. Zastavo malteškega reda so spustili in zamenjali z zastavo svetega Pavla. Malteški red je uspel ponovno zavzeti trdnjavo sveti Elmo, potem pa so se predali tudi uporniki v kavalirju svetega Jakoba. Čez čas so upornikom sodili. Tri so usmrtili, druge pa izgnali ali zaprli. Glave treh usmrčenih mož so bile razstavljene na vogalih kavalirja svetega Jakoba. Odstranili so jih kmalu potem, ko je bil novembra istega leta za velikega mojstra Malteškega reda izvoljen Emmanuel de Rohan-Polduc.

### Vladavina Britancev
Trdnjavo so v začetku 19. stoletja ponovno preuredili, tokrat Britanci. V tem času je bil zgrajen parapet za muškete. Leta 1855 je bilo skladišče smodnika pri bastijonu Vendome preurejeno v orožarno, kamor je bilo preneseno nekaj osebnega orožja iz orožarne palače velikega mojstra. V 1870. letih je bilo opravljenih več del na Abercrombiejevem bastijonu. Leta 1917 je bila v trdnjavi svetega Elma opravljena prva operacija srca vojaka. V obdobju med obema vojnama so bila zgrajene strelne line za nove dvojne 6-funtne puške QF.
Trdnjava je bila cilj prvega zračnega bombardiranja Malte 11. junija 1940. Med posadko trdnjave je bil med zračnim napadom tudi vojaški zdravnik Ċensu Tabone, ki je kasneje postal predsednik Malte. V zračnem napadu je bilo ubitih šest članov posadke.
26. julija 1941 so Italijani izvedli morski napad na Veliko pristanišče z dvema človeškima torpedoma, štirimi čolni MAS in šestimi čolni MT. Napadalce je dovolj zgodaj zaznal britanski radar in obalno topništvo v Elmu jih je začelo obstreljevati. Petnajst napadalcev je bilo ubitih in 18 ujetih. Uničena sta bila oba torpeda, vsi čolni MT in dva čolna MAS. Eden od čolnov MT je zadel most, ki je povezoval valobran in konico polotoka in ga porušil. Most ni bil ni bil nikoli obnovljen, leta 2012 pa so na istem mestu zgradili novega z nekoliko drugačno zasnovo.
Deli trdnjave so bili med drugo svetovno vojno močno poškodovani. Nekaj posledic bombardiranja je vidnih še danes. Kraljeva malteška artilerija je trdnjavo zapustila 26. marca 1972, s čimer se je končala njena dolga vojaška zgodovina. Deli utrdbe so se kasneje prenehali uporabljati.

## Sedanje stanje
Svetovni sklad za spomenike je trdnjavo leta 2008 uvrstil na svoj nadzorni seznam 100 najbolj ogroženih območij na svetu zaradi znatnega propadanja zaradi več dejavnikov, kot so pomanjkanje vzdrževanja in varnosti, naravno staranje in izpostavljenost vremenskim vplivom. Leta 2009 so se v trdnjavi začela obsežna obnovitvena dela. Do leta 2014 je bila obnova Zgornjega svetega Elma in Carafe enceinte skoraj končana. Obnovitvena dela so bila zaključena leta 2015. Spodnja trdnjava je bila očiščena odpadkov, ki so se nakopičili v preteklosti,  zdaj pa Družba za obnovo Velikega pristanišča načrtuje začetek obnove.
Od leta 1975 je bil v delu utrdbe Narodni vojni muzej, v katerem je bila vojaška oprema in drugo, povezano s prvo in drugo svetovno vojno. V tem muzeju je bila na ogled tudi replika Jurijevega križa, ki ga je Malti podelil kralj Jurij VI. aprila 1942. Muzej so septembra 2014 zaprli in ga ponovno odprli maja 2015 z večjo zbirko.
Od sredine 20. stoletja je bila v delu trdnjave malteška policijska akademija. Druge dele trdnjave sta uporabljali In Guardia in Alarme.
Med obnavljanjem trdnjave so bila opravljena nekatera arheološka izkopavanja, ki so odkrila različni elemente prvotne utrdbe izpred leta 1565. Najdbe so bile pomembne, saj je od prvotne utrdbe po Laparellijevi novogradnji leta 1566 in prenovah med 17. in 19. stoletjem ostalo zelo malo.
Novembra 2015 je bila utrdba uporabljena kot medijsko središče za vrh o migracijah v Valletti. Tuji novinarji so izjavili, da je trdnjava morda "najbolj osupljivo prizorišče, ki je kadarkoli gostilo vrh EU".

## Načrt
Prvotna zvezdasta trdnjava, imenovana Zgornji sveti Elmo, je sestavljena iz dveh pol-bastijonov, dveh bokov in dveh čel, parade, vojašnice in velikega kavalirja. Leta 1565 je bil trdnjavi dograjen revelin, ki je bil med obnovo utrdbe po osmanskem obleganju porušen.
Glavni vhod v utrdbo, imenovan Viktorijina vrata, se nahaja na desnem južnem vogalu utrdbe. Glavni vhod v Zgornji sveti Elmo so vrata Porta del Soccorso. Znotraj trdnjavskega obzidja se v bližini obeh vrat nahaja kapela svete Ane iz 15. stoletja, cerkev svete Ane iz 18. stoletja pa se nahaja znotraj parade.
Po izgradnji utrdb Vallette je bil leta 1614 zgrajen še bastijon Vendôme, ki povezuje Francosko zaveso mestnega obzidja s Trdnjavo svetega Elma. Bastijon z vogalnim stolpičem je bil sčasoma spremenjen v skladišče, kasneje pa v orožarno. Bastijon je zdaj del Narodnega vojnega muzeja.
Carafa Enceinte je obzidje, ki obdaja celo trdnjavo, vključno z bastijonom Vendôme. Graditi se je začelo leta 1687 in je sestavljeno iz naslednjih bastijonov in zaves (vmesnih povezovalnih zidov): 
- Bastijon sv. Gregorja je asimetričen bastijon z daljšo levo stranjo. Britanci so ga med drugo svetovno vojno preuredili in nanj postavili šestfuntne protiletalske topove QF 6.[27]
- Zavesa sv. Gregorja povezuje bastijona svetega Gregorja in Spočetja in vsebuje strelne line iz britanskega obdobja.
- Bastijon Spočetja ali Ballov bastijon je majhen peterokoten bastijon s številnimi prostori za orožje, skladišča in bivališča za strelce. V izboklini bastijona je bil pokopan sir Alexander Ball.[28]
- Zavesa svete Sholastike povezuje Bastijon Spočetje in Bastijon svetega Janeza. Na njem je bil prostor za 12,5-palčni top RML, težak 38 ton.[29]
- Bastijon svetega Janeza ali Abercrombiejev bastijon je velik bastijon na severovzhodnem vogalu trdnjave in skrajni konici polotoka Sciberras. Na bastijonu je bilo več mest za topove. Na njem je bil pokopan sir Ralph Abercromby.[30]
- Zavesa svete Ubaldesce, znana tudi kot Abercrombijeva zavesa, je dolg povezovalni zid, ki povezuje Bastijon svetega Janeza in Bastijon svetega Lazarja. Na njem so številna mesta za topove iz britanskega obdobja.[31]

Na prostoru med Zgornjim Elmom in Carafo Enceinte je bilo nekaj vojašnic.